# José Bizarro
José Bizarro, de son nom complet José Manuel Fernandes Silva Sykes Bizarro, est un footballeur portugais né le 11 janvier 1970 à Matosinhos. Il évoluait au poste de gardien de but.

## Biographie
Il fait partie des champions du monde des moins de 20 ans en 1989.

## Carrière

### En tant que joueur
- 1988-1989 :  Benfica Lisbonne
- 1989-1990 :  Leixões SC
- 1990-1991 :  Louletano DC
- 1991-1992 :  AD Ovarense
- 1992-1997 :  CS Marítimo
- 1997-1999 :  CD Ourense
- 1999-2000 :  CD Leganés
- 2000-2002 :  Rio Ave FC
- 2002-2004 :  Leixões SC
- 2004-2005 :  FC Maia

### En tant qu'entraîneur
- 2006-2007 :  FC Amares
- 2007-2008 :  Anadia FC
- 2007-2008 :  Fiães SC
- 2008-2009 :  CF Caniçal
- 2009-2011 :  Sertanense FC
- 2011 :  CD Mafra
- 2011-2012 :  Sertanense FC
- 2012-2013 :  UD Leiria
- 2013-2019 :  SC Coimbrões
- 2019- :  Sertanense FC

## Palmarès

### En club
Avec le Benfica Lisbonne :
- Champion du Portugal en 1989

Avec le Leixões SC :
- Champion du Portugal D3 en 2003

### En sélection
- Vainqueur de la Coupe du monde des moins de 20 ans en 1989